# Viken (région historique)
Pour les articles homonymes, voir Viken.
Viken (la baie) est une région historique de Norvège, situé autour du fjord d'Oslo, dans le sud-est du pays. La capitale historique de la région, bien que centrée autour d'Oslo, était Borre. Elle comprenait les provinces de Vestfold, Østfold, Ranrike, Vingulmark et Båhuslen. Selon certaines théories, c'est de son nom que viendrait le mot viking.
Avant l’unification de la Norvège sous Harald à la Belle Chevelure, Viken est un territoire disputé, partagé entre les royaumes norvégiens et danois. Il sert de centre commercial et de zone de transit entre la Scandinavie et le continent européen, ce qui en fait une région politiquement et économiquement stratégique. Pendant l’ère viking, Viken change fréquemment d’allégeance entre la Norvège, le Danemark et parfois la Suède. Ce n’est qu’avec les règnes d'Olaf Tryggvason et de Saint Olaf que la Norvège commence à imposer son autorité sur Viken. Toutefois, même au XIIe siècle, la région reste contestée, les rois danois revendiquant encore leur suprématie sur Viken.